# 천록 (요)
천록(天祿, 947년 9월 ~ 951년 9월)은 요나라(거란국) 세종(世宗) 야율 완(耶律 阮)의 연호이다. 4년 가량 사용하였다. 세종(世宗)이 죽고 난 후에 목종(穆宗)이 응력으로 개원할 때까지 사용하였다.

## 개원
- 대동(大同) 원년 9월 16일[1](947년 11월 1일)에 연호를 천록(天祿)으로 개원함.[2][3]

- 천록(天祿) 5년 9월 8일[4](951년 10월 11일)에 연호를 응력(應曆)으로 개원함.[5][3]

## 연대 대조표
| 천록       | 원년            | 2년                  | 3년        | 4년        | 5년             |
| 서기(西紀) | 947년           | 948년                | 949년      | 950년      | 951년           |
| 간지(干支) | 정미(丁未)      | 무신(戊申)           | 기유(己酉) | 경술(庚戌) | 신해(辛亥)      |
| 후한(後漢) | 천복(天福) 12년 | 13년 건우(乾祐) 원년 | 2년        | 3년        | 4년             |
| 후주(後周) | -               | -                    | -          | -          | 광순(廣順) 원년 |

## 동시대 연호

### 중국
후한(後漢)
- 천복(天福) (947년 ~ 948년)
- 건우(乾祐) (948년 ~ 951년)

후주(後周)
- 광순(廣順) (951년 ~ 953년)

남한(南漢)
- 건화(乾和) (943년 ~ 958년)

후촉(後蜀)
- 광정(廣政) (938년 ~ 965년)

남당(南唐)
- 보대(保大) (943년 ~ 957년)

대리국(大理國)
- 지치(至治) (946년 ~ 951년)

호탄 왕국(于闐)
- 동경(同慶) (912년 ~ 966년)

### 일본
- 덴랴쿠(天曆) (947년 ~ 957년)

## 같이 보기
- 다른 왕조의 같은 연호
  - 일본(日本) 덴로쿠(天祿, 970년 ~ 974년)

- 중국의 연호 목록